# Claire Williams
Claire Williams (Windsor, Berkshire, Reino Unido; 21 de julio de 1976) es una politóloga y exsubdirectora del equipo Williams de Fórmula 1 entre los años 2013 y 2020.

## Biografía
Nació en 1976 en Windsor. Hija de Sir Frank Williams y de Virginia Williams. En 1999 se graduó en la Universidad de Newcastle de politóloga.

### Carrera
Después de graduarse, Claire Williams se convirtió en una oficial de prensa para el circuito de Silverstone. En 2002, se unió al equipo Williams como oficial de comunicaciones. En 2010 se convirtió en la jefa de comunicaciones del equipo. En 2011, fue promovida a directora de marketing y comunicaciones de Williams.
Cuando Frank Williams abandonó la junta directiva del equipo en marzo de 2012, Claire se convirtió en la representante de la familia Williams en el directorio. En marzo de 2013, fue nombrada subdirectora.
Bajo su dirección, en 2013 Williams anunció que usará motores Mercedes a partir de 2014.
El 11 de junio de 2016, la reina Isabel II la nombró Oficial de la Orden del Imperio Británico (OBE), en honor a los servicios prestados para la Fórmula 1.
Bajo su dirección destacaron los terceros puestos de Williams en el Campeonato Mundial de Constructores de Fórmula 1 de los años 2014 y 2015, aunque también los últimos lugares obtenidos en las temporadas 2018 y 2019.
El 3 de septiembre de 2020 indicó que, tras el Gran Premio de Italia 2020, y después de 7 años, dejaría su puesto como subdirectora del equipo Williams.

## En televisión
- Williams (2017): Documental dirigido por Morgan Matthews, que aborda la vida familiar y profesional de Sir Frank Williams.[5]
- Formula 1: Drive to Survive, documental sobre la Fórmula 1.[6]